# Acaricoris ignotus
Acaricoris ignotus är en insektsart som beskrevs av Harris och Drake 1944. Acaricoris ignotus ingår i släktet Acaricoris och familjen barkskinnbaggar. Inga underarter finns listade i Catalogue of Life.